# Батавська революція
Батавська революція (нід. De Bataafse Revolutie) була часом політичних, соціальних та культурних потрясінь наприкінці XVIII століття, які ознаменували кінець Республіки Об'єднаних провінцій Нідерландів та проголошення Батавської республіки. Період історії Нідерландів, що слідував за революцією, називають «Батавсько-французькою епохою» (1795—1813 роки), хоча цей період тривав лише 20 років, три з яких республіка перебувала під окупацією Франції.

## Історичне тло

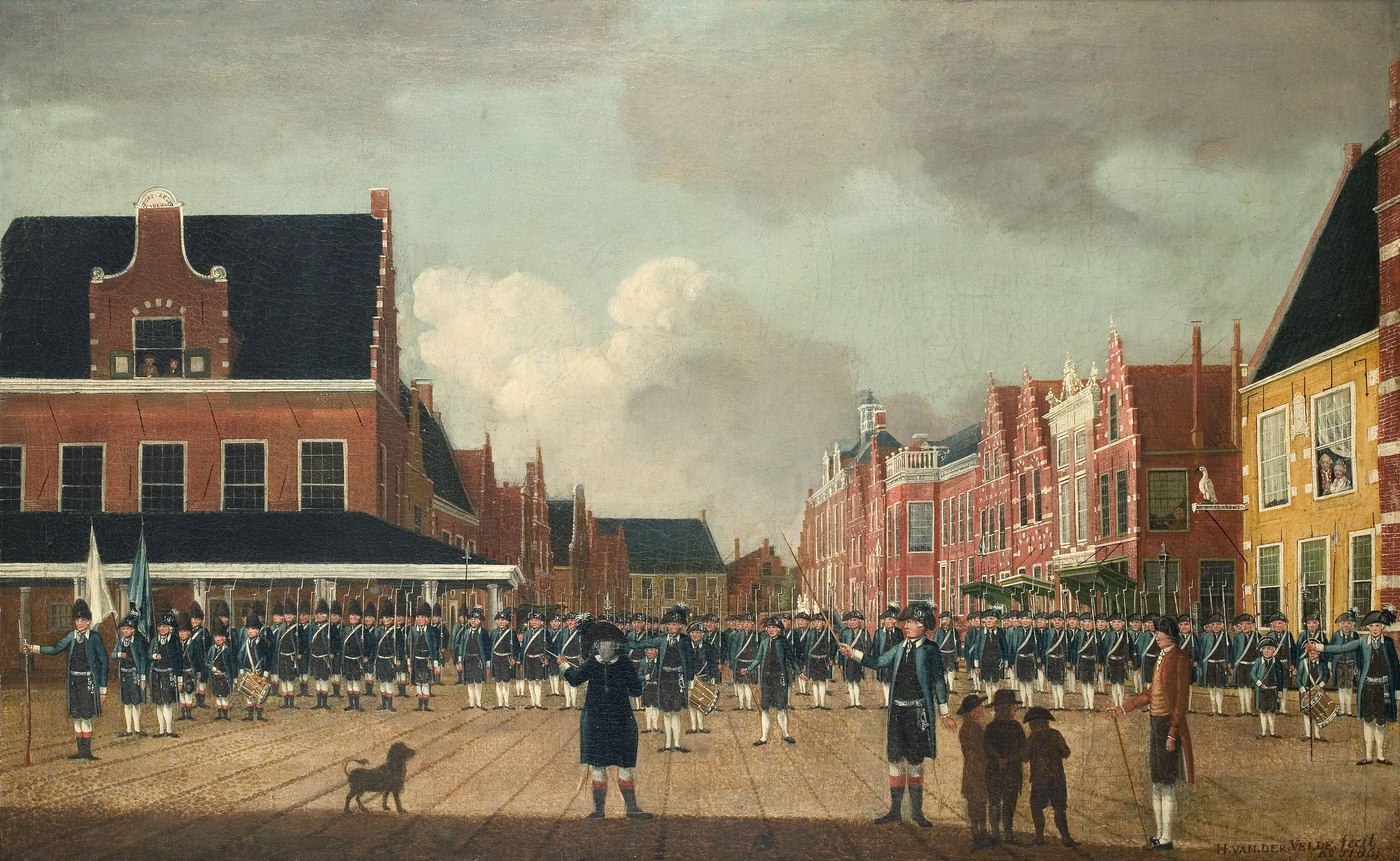
Ополчення у місті Снек.

До кінця XVIII століття Нідерланди опинилися в глибокій економічній кризі, спричиненій руйнівною четвертою англо-голландською війною. У цей час банки Голландської республіки утримували значну частину світового капіталу. Банки, що фінансувалися урядом, володіли до 40 % державного боргу Великої Британії. Серед народу Нідерландів зростало дедалі більше невдоволення авторитарним режимом штатгальтера Вільгельма V. Концентрація багатства призвела до утворення руху голландських патріотів дрібним дворянином на ім'я Джоан ван дер Капеллен тот ден Пол, який прагнув зменшити владу штатгальтера.
Таким чином, виникло розмежування між оранжистами, які підтримували штатгальтера, і Патріотами, які, натхнені ідеалами Просвітництва, бажали більш демократичного уряду та рівноправнішого суспільства. Патріоти отримали підтримку більшості середнього класу і заснували ополчення (Exercitiegenootschappen) озброєних цивільних осіб, яким між 1783 і 1787 роками вдалося захопити кілька міст і регіонів, намагаючись домогтися нових виборів, які би витіснили старих урядових чиновників. Патріоти тримали Голландію та місто Утрехт, а оранжисти — штати Гелдерн та Утрехт (за межами його столиці).
У 1785 році Вільгельм V покинув свій палац на заході країни, оскільки Штати Голландії не бажали відправляти свої війська для боротьби з Патріотами. У травні 1787 року війська штатгальтера були розбиті ополченням Утрехта поблизу Вресвейка. Коли патріоти зупинили принцесу Вільгельміну поблизу Годжанвервеллуїса 28 червня 1787 року, вона звернулася за допомогою до свого брата прусського короля Фрідріха-Вільгельма II. 13 вересня двадцятитисячна пруська армія під командуванням герцога Брансвіка перейшла кордон. Фортеця Віанен була безлюдна, а місто Утрехт відкрило свої ворота. У фортеці Верден провели підготовку до оборони, але фактичного опору не було. Штатгальтер повернувся до Гааги, і Амстердам, останнє місто, що трималося, здалося 10 жовтня.
Патріоти продовжували закликати громадян чинити опір уряду, роздаючи памфлети, створюючи «Патріотичні клуби» та проводячи публічні демонстрації . Уряд відповів, грабуючи міста, де була зосереджена опозиція. Більшість патріотів вирушили у вигнання у Францію, а оранжисти посилили голландський уряд головним чином завдяки великому пенсіонерові Лоренові Пітеру ван де Шпігелю.

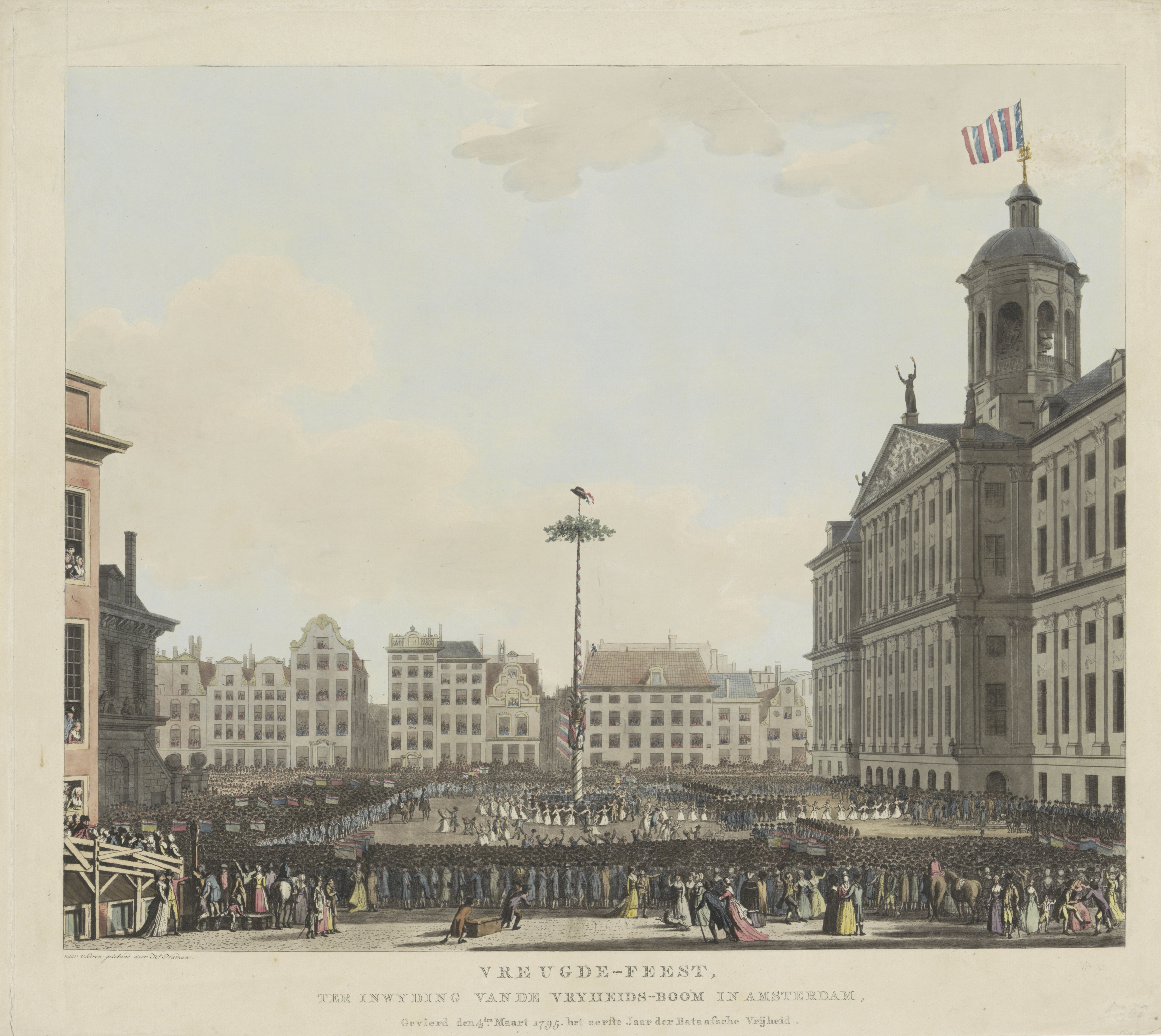
Зведення дерева волі на площі Дам в Амстердамі після проголошення республіки.

Однак відновлення було тимчасовим. Лише через два роки розпочалася Французька революція, яка охопила багато політичних ідей, які патріоти висловлювали у власному заколоті. Патріоти захоплено підтримували Революцію, і коли французькі революційні армії почали її розповсюджувати, Патріоти приєдналися до неї, сподіваючись звільнити власну країну від її авторитарного ярма. Штатхгальтер приєднався до Першої коаліції країн, намагаючись підкорити раптово антиавстрійську Французьку першу республіку . Ця війна Першої коаліції катастрофічно протікала для сил штатгальтера, і в сувору зиму 1794/95 рр. французька армія на чолі з генералом Шарлем Пішегрю і голландським контингентом на чолі з генералом Германом Віллемом Дандельсом, перетнула великі замерзлі річки, які традиційно захищали Нідерланди від навал. Допоміг той факт, що значна частина голландського населення сприятливо відносилася до французького вторгнення і часто вважала це визволенням. Однак у багатьох містах революція спалахнула ще до приїзду французів і революційні комітети взяли владу у містах, і (тимчасово) національний уряд також. Наприклад, штати Голландія та Західна Фрисландія були скасовані та замінені тимчасовими представниками народу Голландії

## Після
Батавська революція закінчилася проголошенням Батавської республіки в 1795 році. Вільям був змушений тікати в Англію де він видав Ноту К'ю, де було проголошено, що всі голландські колонії повинні потрапити під владу Британії, оскільки вони оголосили війну Батавській республіці. Ряд цих колоній, такі як Цейлон та Капська колонія, ніколи не повернулися під владу Голландії (Капська колонія тимчасово поверталася між 1803 та 1806 роками). У 1798, 1801 та 1805 роках відбулися кілька переворотів, які привели до влади різні групи патріотів. Хоча французи представляли себе визволителями вони поводилися як завойовники. Батавська Республіка побачила свій кінець в 1806 році, коли було засновано Голландське королівство, королем якого став Людовик Бонапарт. У 1810 р. область була приєднана до Першої французької імперії. У 1813 році Нідерланди відновили свою незалежність, з сином Віллемом І як суверенним принцом.